# Açude do Diamante
O Açude do Diamante é um açude brasileiro no estado do Ceará, integrante da Bacia do Coreaú, localizado no município de Coreaú, cuja engenharia represa as  águas do Riacho Boqueirão, afluente do Rio Coreaú. Quando em sangria, o açude deságua por meio de riacho no Açude Angicos.

## História
A engenharia consiste numa parede de aterramento de barro e pedra na junção de dois serrotes e foi construído em 1988 pelo governo do Estado do Ceará com o DNOCS.

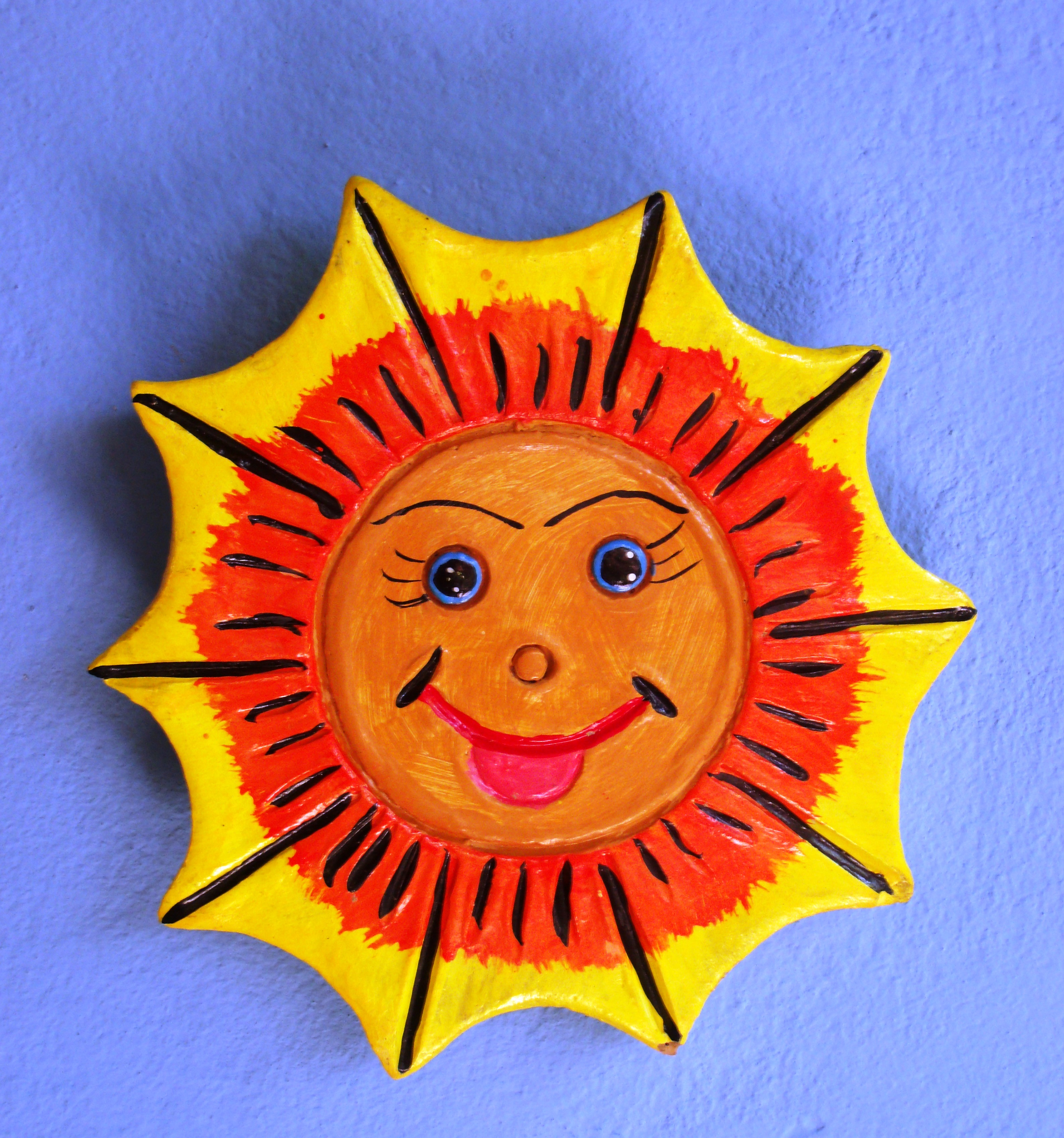
Artesanato das proximidades do açude
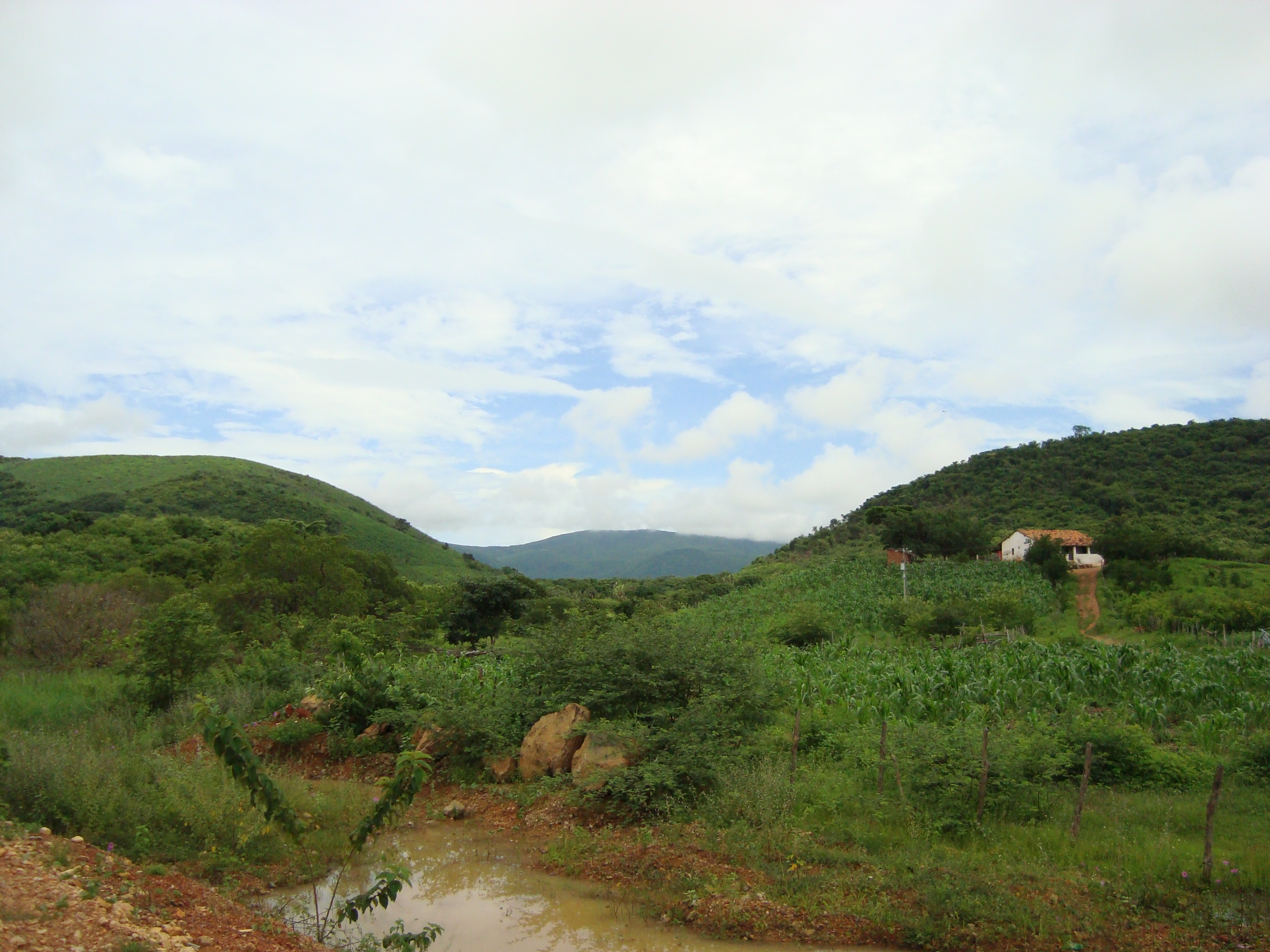
Vista do paredão na junção de dois serrotes que possibilitou a construção do açude